# Holger Zastrow

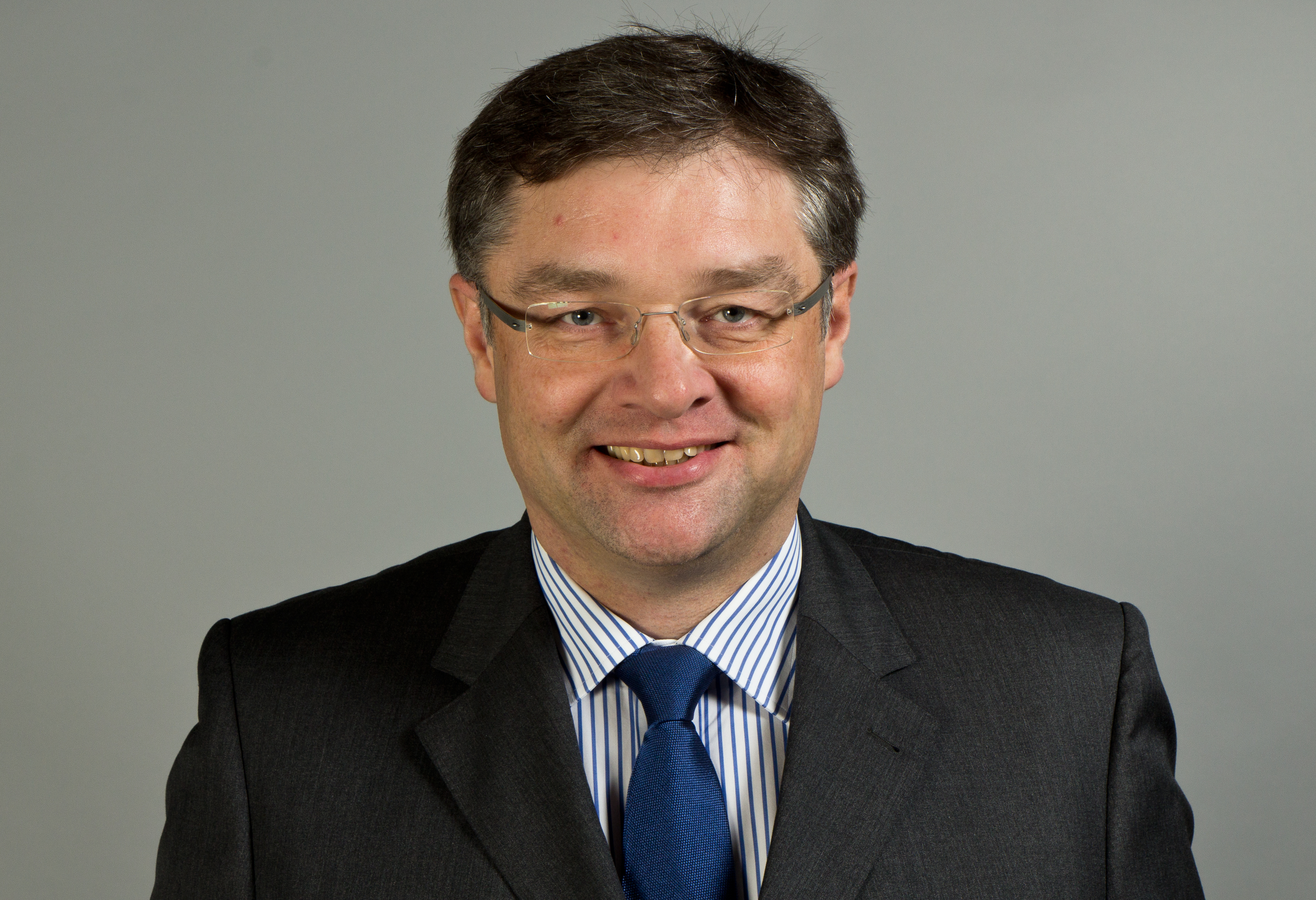
Holger Zastrow

Holger Zastrow (nacido el 12 de enero de 1969 en Dresde) es un político alemán del Partido Democrático Libre (FDP). Se desempeña como presidente estatal del FDP en Sajonia (desde 1999), además de presidir el grupo parlamentario liberal en el Landtag de Sajonia, entre 2004 y 2014, cuando el partido perdió su representación parlamentaria. También es miembro del consejo federal del FDP.
Después de la formación del gobierno de coalición CDU-FDP en Sajonia en 2009, declinó aceptar el cargo de vice primer ministro.